# Orzysz (stacja kolejowa)
Orzysz – stacja kolejowa w Orzyszu, w powiecie piskim, w województwie warmińsko-mazurskim, w Polsce. Znajdują się tu 2 perony. W roku 2012 linia kolejowa została wyremontowana na odc. Orzysz-Ełk. Prace swoim zakresem objęły również stację na której przebudowano układ torowy, urządzenia sterowania ruchem kolejowym, rampę.    